# Suzuki Every
Pour les articles homonymes, voir Every.
Le Suzuki Every (Suzuki Carry jusqu'en 1982) est une keijidōsha commercialisée au Japon. Il existe 6 générations. Il peut se décliner en utilitaire et possède 2 motorisations dont une avec un turbo. Il est le concurrent direct des Honda Vamos, Subaru Sambar et Mitsubishi Town Box.

## Aussi appelé
- Suzuki Every
- Suzuki Super Carry
- Bedford/GME/Vauxhall Rascal
- Holden Scurry
- Maruti Omni
- Maruti Versa
- Mazda/Autozam Scrum
- Wuling Rongguang
- Daewoo Damas
- Chevrolet CMV/CMP
- Mitsubishi Colt T120ss
- Mitsubishi Minicab
- Nissan NT100/NV100 Clipper
- Chang'an SC6320G
- Hafei Songhuajiang HFJ6350
- SYM T880/T1000/V5/V9/V11